# 梅利托波爾區

梅利托波爾區在扎波羅熱州的位置

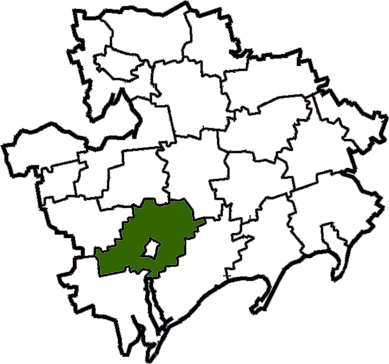
改革前梅利托波爾區在扎波羅熱州的位置

梅利托波爾區（烏克蘭語：Мелітопольський район），是烏克蘭扎波羅熱州的一個區，位於該國東南部，行政中心設於梅利托波爾，現由俄羅斯控制。面積为7,081.04平方公里，2021年人口数量为280,816人。

## 历史
2020年7月18日乌克兰施行了行政区划改革，扎波羅熱州的区份数量减至5个，梅利托波爾區的面积显著扩大。改革前梅利托波爾區的面积为1,780平方公里，2020年人口数量为48,191人。

## 行政區劃
梅利托波爾區下分為16個市鎮：
- 梅利托波爾市鎮（市級，行政中心：梅利托波爾)
- 韋塞萊市鎮（烏克蘭語：Веселівська селищна громада）（鎮級，行政中心：韋塞萊)
- 基里利夫卡市鎮（烏克蘭語：Кирилівська селищна громада）（鎮級，行政中心：基里利夫卡)
- 米爾內市鎮（烏克蘭語：Мирненська селищна громада (Запорізька область)）（鎮級，行政中心：米爾內)
- 新瓦西里夫卡市鎮（烏克蘭語：Нововасилівська селищна громада）（鎮級，行政中心：新瓦西里夫卡)
- 普里亞速斯凱市鎮（烏克蘭語：Приазовська селищна громада）（鎮級，行政中心：普里亞速斯凱)
- 亞基米夫卡市鎮（烏克蘭語：Якимівська селищна громада）（鎮級，行政中心：亞基米夫卡)
- 康斯坦丁尼夫卡市鎮（烏克蘭語：Костянтинівська сільська громада (Запорізька область)）（村級，行政中心：康斯坦丁尼夫卡)
- 諾韋市鎮（烏克蘭語：Новенська сільська громада）（村級，行政中心：諾韋（烏克蘭語：Нове (Мелітопольський район)）)
- 新波赫丹尼夫卡市鎮（烏克蘭語：Новобогданівська сільська громада）（村級，行政中心：新波赫丹尼夫卡)
- 新烏斯佩尼夫卡市鎮（烏克蘭語：Новоуспенівська сільська громада）（村級，行政中心：新烏斯佩尼夫卡)
- 亞歷山德里夫卡市鎮（烏克蘭語：Олександрівська сільська громада）（村級，行政中心：亞歷山德里夫卡)
- 普洛多羅德內市鎮（烏克蘭語：Плодородненська сільська громада）（村級，行政中心：普洛多羅德內)
- 塞梅尼夫卡市鎮（烏克蘭語：Семенівська сільська громада (Запорізька область)）（村級，行政中心：塞梅尼夫卡)
- 泰爾平尼亞市鎮（烏克蘭語：Терпіннівська сільська громада）（村級，行政中心：泰爾平尼亞)
- 契卡洛韋市鎮（烏克蘭語：Чкаловська сільська громада (Запорізька область)）（村級，行政中心：契卡洛韋)